# Transporte de caballos en la Edad Media

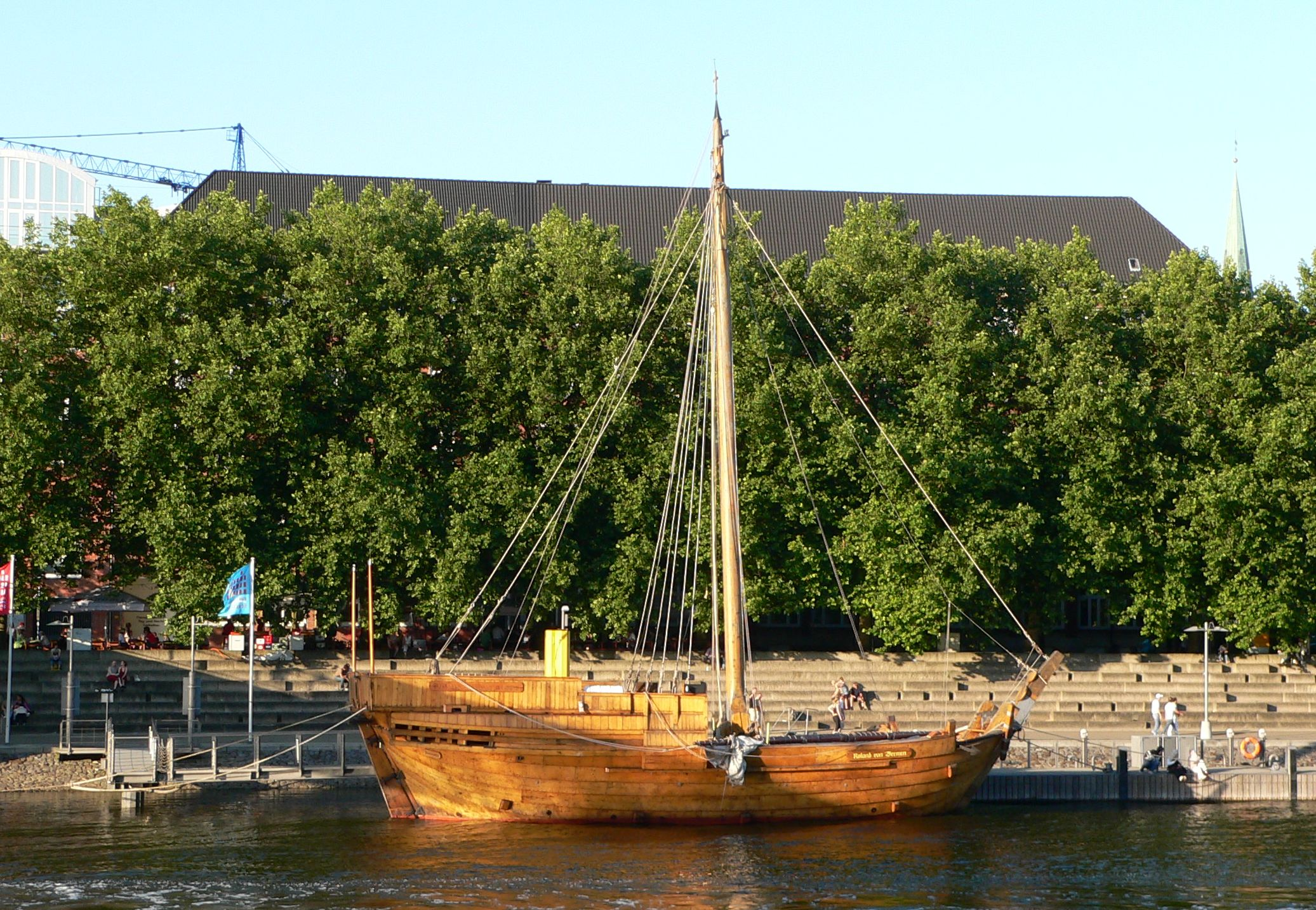
Las cocas eran el barco de transporte por excelencia en Europa del norte.

Para el transporte de caballos en la Edad Media se empleaban barcas en distancias largas, tanto para guerra o como transporte general. Desde la Alta Edad Media hay constancia de embarcaciones dedicadas en las culturas celta, germánica y mediterránea.

## Transporte militar de caballos

### El Mundo mediterráneo

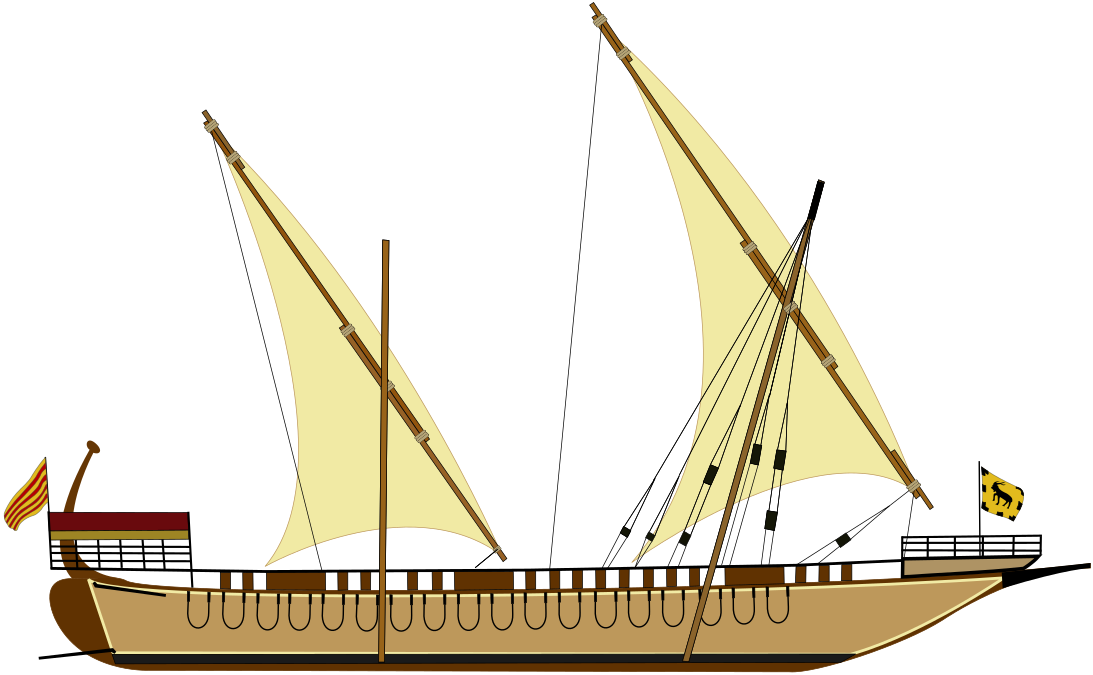
Vista lateral de la tarida catalana Sant Pere de Roma. Utilizada durante el, era capaz de llevar de 15 a 20 caballos.

Los romanos habían desarrollado métodos eficaces de transporte marítimo de caballos, que fueron mejorado por los árabes al comienzo de la Edad Media. Estos transportes se volvieron comunes en la Europa del siglo X. Los transportes podían ser movidos a remo o, a veces, por vela.
La tarida era una nave a remo capaz de ser cargada y descargada directamente en una playa mediante rampas. En 1174 una fuerza italonormanda atacó Alejandría con 1,500 caballos transportados con 36 tarides. Se conservan las especificaciones detalladas de taridas del siglo XIII, con capacidades para 20-30 caballos. En sus versiones angevinas, los caballos se agrupaban en grupos de tres con cabestrillos de tela. Las taridas genovesas de 1246 llevaban 150 cubos de agua, para un total de 39,750 litros.
Los transportes a vela, llamados usciere en italiano huissiers en francés y usserii en latín, era también usados en la época. Esta segunda tipología tenía dos cubiertas y podían llevar hasta 100 caballos que eran cargados a través de aperturas en el casco que se sellaban posteriormente antes del viaje. Los usciere construidos en Venecia para Luis IX en 1268 eran de 25.76 m de largo, con una manga de 6.1 m, dos cubiertas y dos palos.

### Europa del norte

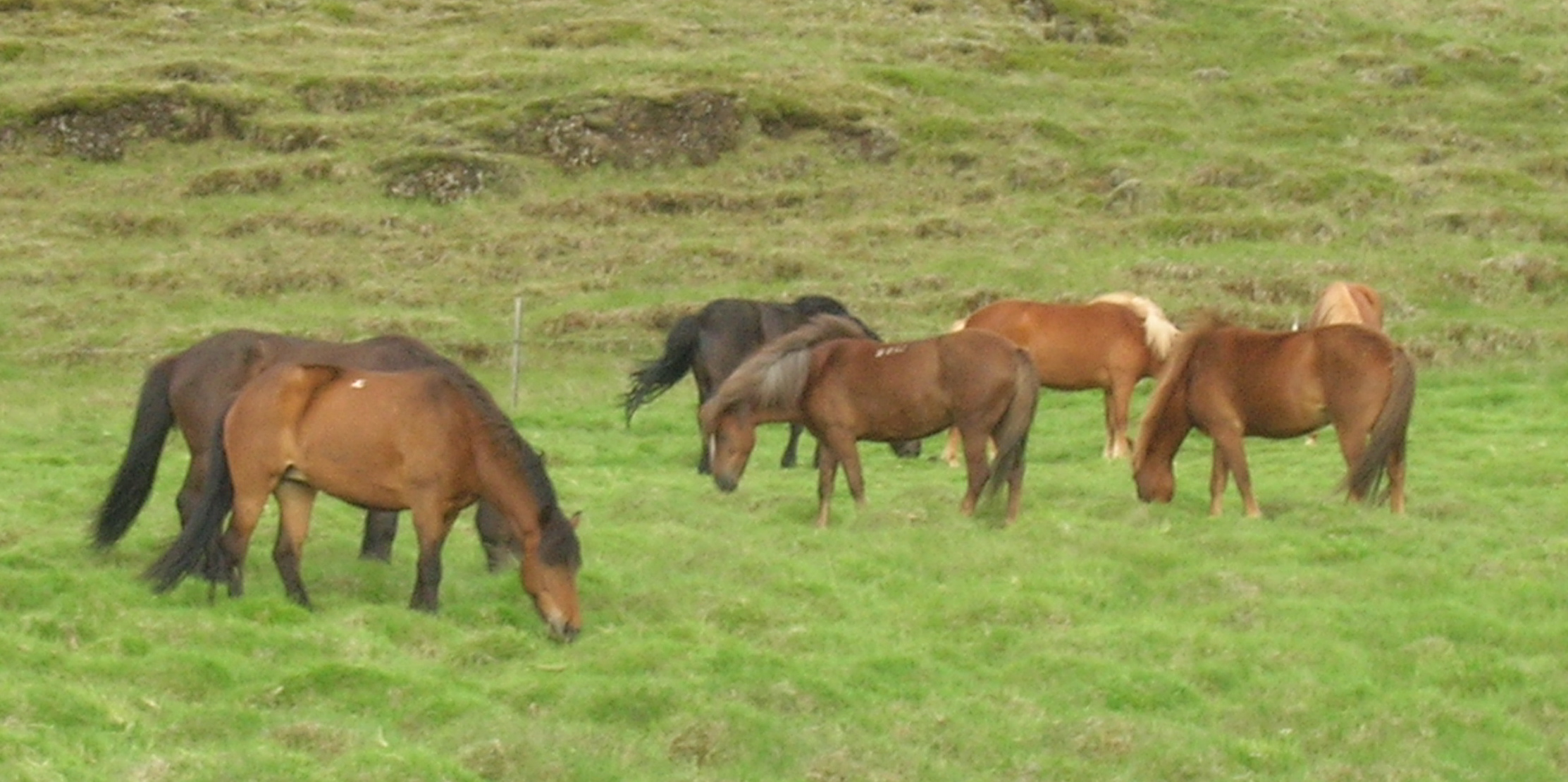
Los caballos islandeses descienden de especímenes transportados a Islandia en barcos nórdicos por los colonos del.

Hay registros de transporte de caballos en el norte de Europa durante todo el periodo, reflejando los cambios en las costumbres bélicas. Por ejemplo, los escandinavos habían integrado la tecnología de transporte equino ya en el siglo XII como parte de su evolución desde la tradicional infantería vikinga. La primera ilustración que muestra el transporte de caballos es el tapiz de Bayeux, que representa la conquista normandade Inglaterra. Esta aventura militar requirió en particular el transporte de 2000 caballos desde Normandía.
El pequeño tamaño de muchos barcos de transporte y la necesidad de llevar forraje y agua en cualquier viaje de cierta duración restringían seriamente el número de caballos que podían ser transportados. Los registros del siglo XIII muestran rangos de 8 a 20 caballos por barco. En 1303, los barcos que transportaban caballos entre Escocia e Irlanda llevaban entre 10 y 32 animales.
Adaptar un barco para el transporte de caballos requería la instalación de establos de madera. Se conservan registros en detalle de la adaptación de una flota inglesa en 1340 que requirió 418 vallas de madera, 413 anillos de hierro y grapas, pesebres de tela y la creación de cuatro pasarelas de carga de 30 pies de largo por 5 de ancho. Registros similares de 1338 muestran como 47 fueron equipados con 134 tunes para llevar agua para caballos. Se desconoce si los barcos ingleses usaban cabestrillos de tela para apoyar los caballos como era la práctica mediterránea en la época. El historiador militar Michael Prestwich especula que era así, con el apoyo del historiador naval Ian Friel que cree que los pesebres de tela deberían hacer referencia a dichos cabestrillos.

## Transportes equinos comerciales
El desarrollo y construcción de transportes para caballos supuso que también en tiempos de paz se dispusiera de la tecnología para su transporte para usos civiles. Tras la conquista de Inglaterra por Guillermo de Normandía, los nuevos dirigentes normandos continuaron trayendo caballos de Normandía para la cría y mejora de las variedades locales inglesas. Dicho tráfico marítimo continuó posteriormente como evidencia que durante la guerra de los Cien Años, el gobierno inglés tuviera que prohibir la exportación de caballos.

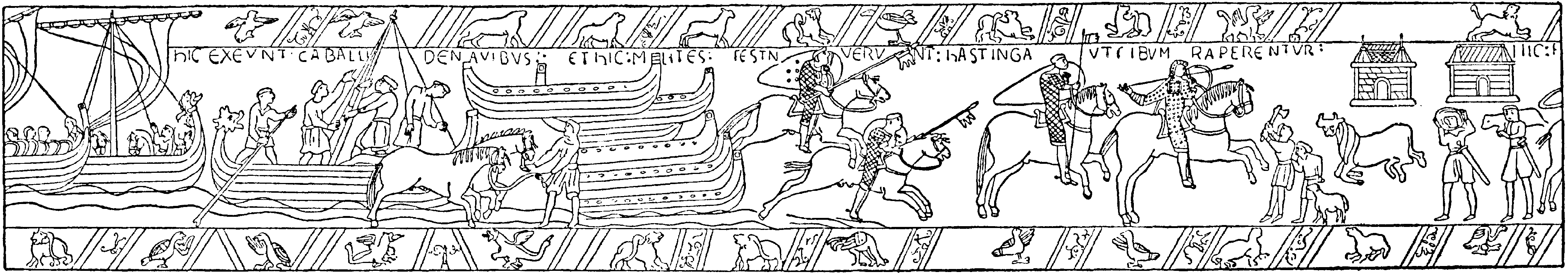
Detalle del tapiz de Bayeux que muestra la descarga de caballos durante la invasión de Inglaterra por Guillermo el Conquistador en 1066. Guillermo trajo con él más de 2000 caballos a través del canal de la Mancha.